# Carmen (Surigao du Sud)
Pour les articles homonymes, voir Carmen.
Carmen est une localité de la province du Surigao du Sud, aux Philippines. En 2015, elle compte 10 347 habitants.